# Johann Georg Schaedler

Porträt Andreas Hofer (HGM).

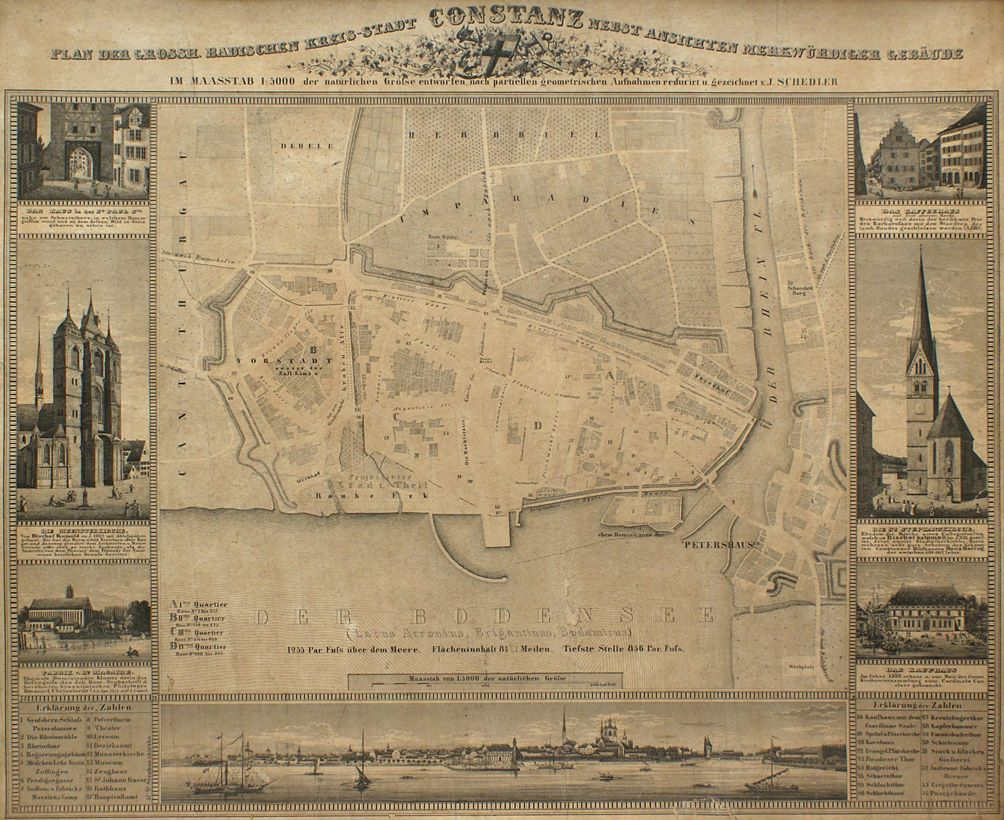
Stadtplan von Konstanz, Lithographie um 1830

Johann Georg Schaedler, auch Johann Georg Schedler (* 27. April 1777 in Konstanz; † 21. November 1866 in Innsbruck), war ein deutscher Maler, Radierer und Lithograf.

## Leben
Johann Georg Schaedler, Halbwaise ab dem siebten Lebensjahr, ging in die Lehre bei Maler Herrmann in Konstanz. Dieser machte ihn bekannt mit dem Kunsthändler Bleuler in Schaffhausen, für den er Kupferstiche in Aberlischer Manier herstellte. Als Geselle war er sechs Jahre lang für den Landschaftsmaler Johann Caspar Huber in Zürich tätig. Nach Einfall der Franzosen in die Schweiz 1798/99 flüchtete er nach Konstanz, kurze Zeit später übersiedelte er dann nach Augsburg und vollendete seine Studien an der Akademie der bildenden Künste in Wien. Ab 1804 lebte er in Innsbruck, wo er als Maler und Radierer tätig war und den Tiroler Volksaufstand miterlebte. Zudem war er Besitzer des Katzung'schen Kaffeehauses.
Er wurde insbesondere mit seinen Ansichten, Trachtenbildern und Porträts bekannt, wobei er den Tiroler Freiheitshelden Andreas Hofer als Motiv besonders bevorzugte.
Von ihm stammt auch eine bekannte Radierung des Leopoldsbrunnens in Innsbruck. Sie stellt den von Caspar Gras zwischen 1622 und 1630 geschaffenen Lustbrunnen für Leopold V. gänzlich anders dar, als die nicht unumstrittene Form, die der Leopoldsbrunnen 1893, nachdem der Plan für die ursprüngliche Gestaltung verlorengegangen war, durch Johann Wunibald Deininger erhielt.

## Werke
- Porträt Andreas Hofer, Aquarell auf Seide, 16 × 12,5 cm, Heeresgeschichtliches Museum, Wien[4]
- Porträt Andreas Hofer[5]
- Porträt P. Benicius Mayr Prof.[6]
- A. A. di Pauli …[7]
- Der Sandwirt im Passeier[8]
- Liebespaar[9]
- Monument Erzherzog Leopolds V.[2]
- Der Achensee[10]
- Selbstportrait[11]